# Coelotes rudolfi
Espèce
Synonymes
- Amaurobius rudolfi Schenkel, 1925

Coelotes rudolfi est une espèce d'araignées aranéomorphes de la famille des Agelenidae.

## Distribution
Cette espèce est endémique de Suisse. Elle se rencontre en Valais et au Tessin entre 1 800 et 2 800 m d'altitude.

## Description
Le mâle mesure 9,5 mm et la femelle 13,5 mm

## Publication originale
- Schenkel, 1925 : Beitrag zur Kenntnis der schweizerschen Spinnenfauna. Revue suisse de Zoologie, vol. 32, no 19, p. 253-318 (texte intégral).